# Stazione di Valcorrente
La stazione di Valcorrente era una stazione ferroviaria della Ferrovia Circumetnea, sita nella località omonima.

## Storia

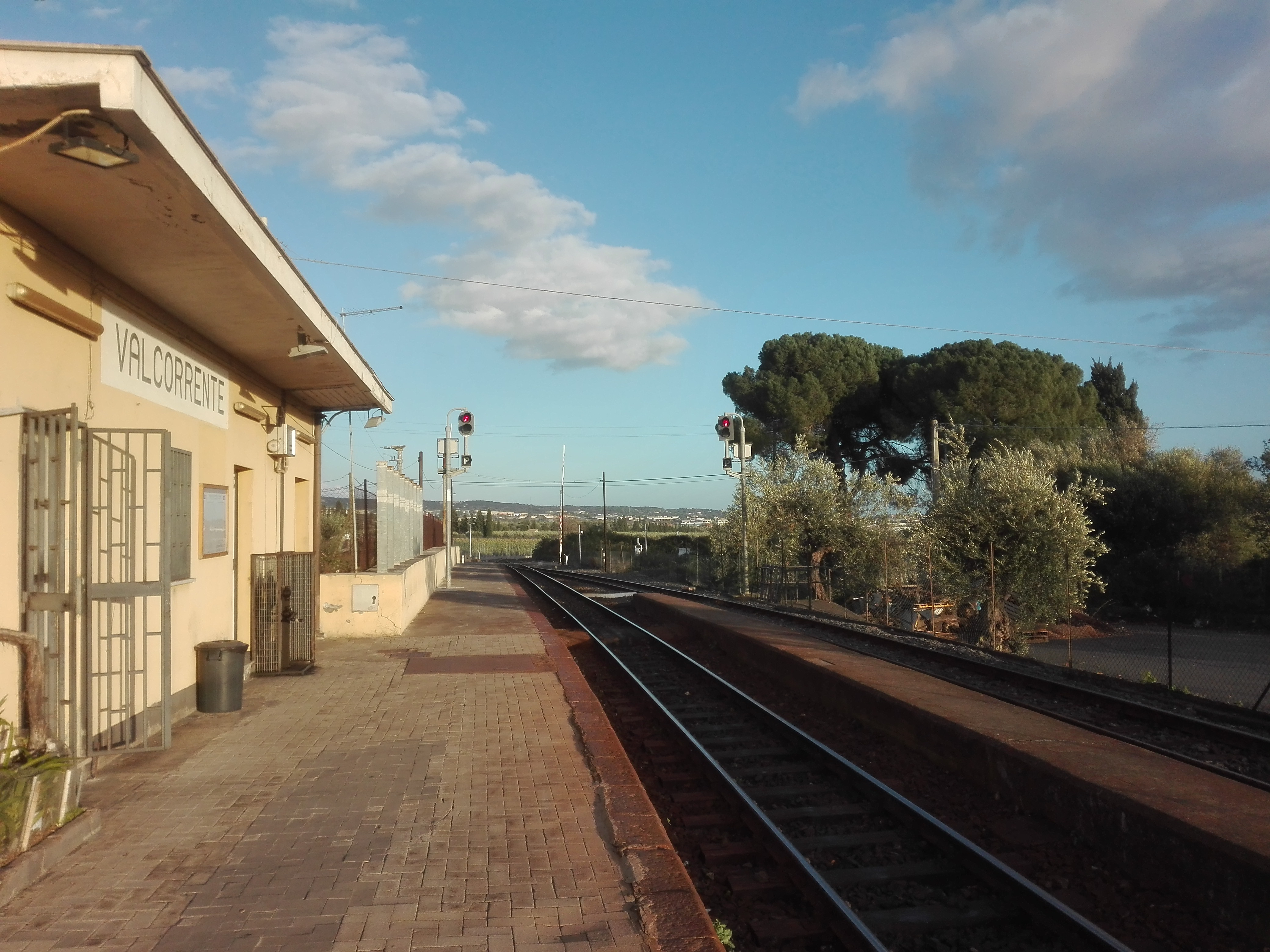
La stazione di Valcorrente, quando era ancora presenziata, ed era operativo il passaggio a livello manuale.

Il 2 febbraio 1895 la stazione entrò in servizio con l'inaugurazione del tratto di ferrovia che da Catania Borgo arrivava ad Adernò (oggi Adrano).
La stazione venne costruita in una zona lontana dai centri abitati, ma con molti fondi agricoli. Dopo la costruzione del centro commerciale "Etnapolis", il quale si trova a qualche centinaio di metri dalla stazione, quest'ultima ha avuto un aumento del traffico passeggeri; in precedenza infatti, alcune corse non effettuavano la fermata obbligatoria se non richiesta anticipatamente.
Sin dall'apertura della stazione, il passaggio a livello posto ad est, in direzione Catania (l'unico nei pressi della stazione), era sempre stato azionato manualmente mediante un organo a cremagliera. Tuttavia, fra l'anno 2018 e 2019 è stato allestito un passaggio a livello automatico, il quale ha comportato la chiusura della stazione, rendendola di fatto impresenziata.

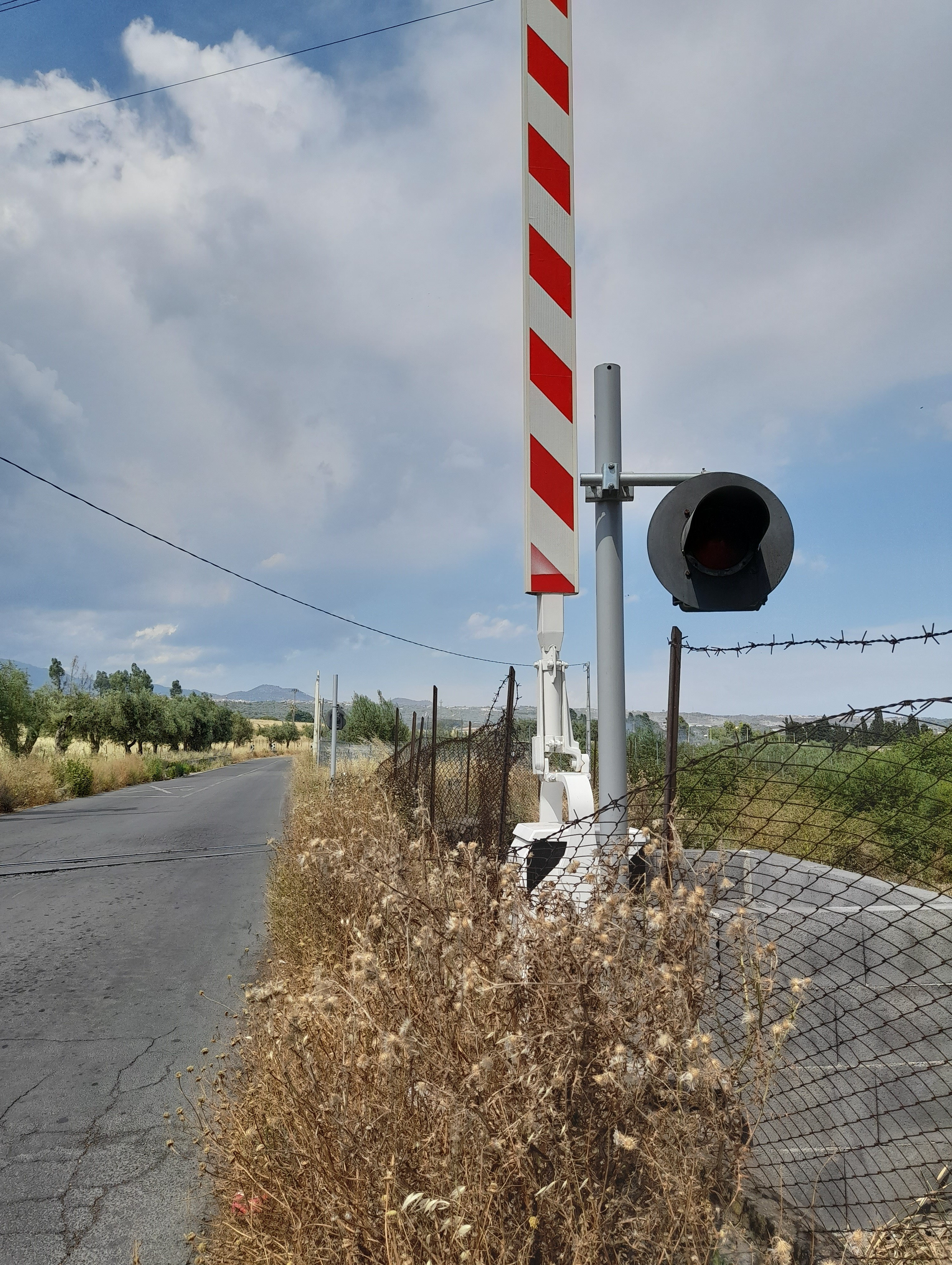
Il passaggio a livello automatico della stazione di Valcorrente, ubicato presso la SP 15.

### La dismissione a favore della metropolitana di Catania
Dal 15 giugno 2024, in concomitanza alla chiusura della tratta Catania Borgo-Paternò, la stazione è stata definitivamente dismessa; la motivazione è data dalla presunta interferenza con i cantieri (in corso di apertura) per lavori di costruzione della metropolitana di Catania.

## Strutture e impianti

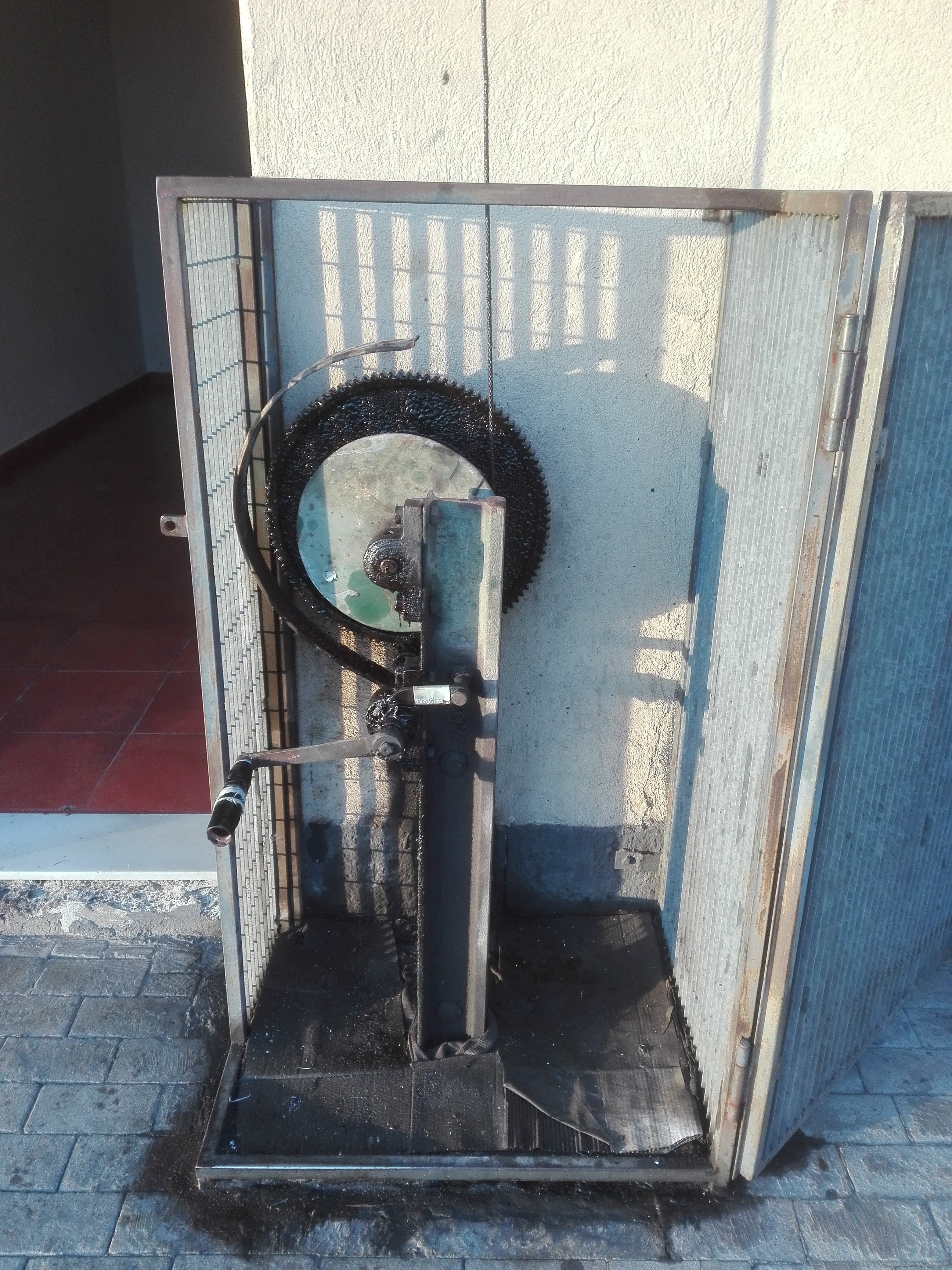
L'organo a cremagliera (ormai in disuso) per l'azionamento dell'ex passaggio a livello manuale, il quale è stato sostituito con uno automatico.

La stazione aveva un piccolo edificio, senza elevazioni e con tre luci per l'illuminazione notturna, ed era posto a nord del binario, con una costruzione di servizio affiancata; e come per poche altre stazioni della ferrovia, esso era posta alla destra rispetto al senso di marcia della strada ferrata.
Ad esso si accedeva dalla strada provinciale extraurbana. il piazzale era composto da due binari interconnessi con degli scambi elettromagnetici di estremità, e dal segnalamento di protezione e partenza. Adiacente ad essa, immediatamente ad est, si trovava un passaggio a livello, che fino a qualche tempo fa veniva azionato manualmente dall'organo a cremagliera, ma che da qualche anno è stato sostituito da quello automatizzato.

## Movimento

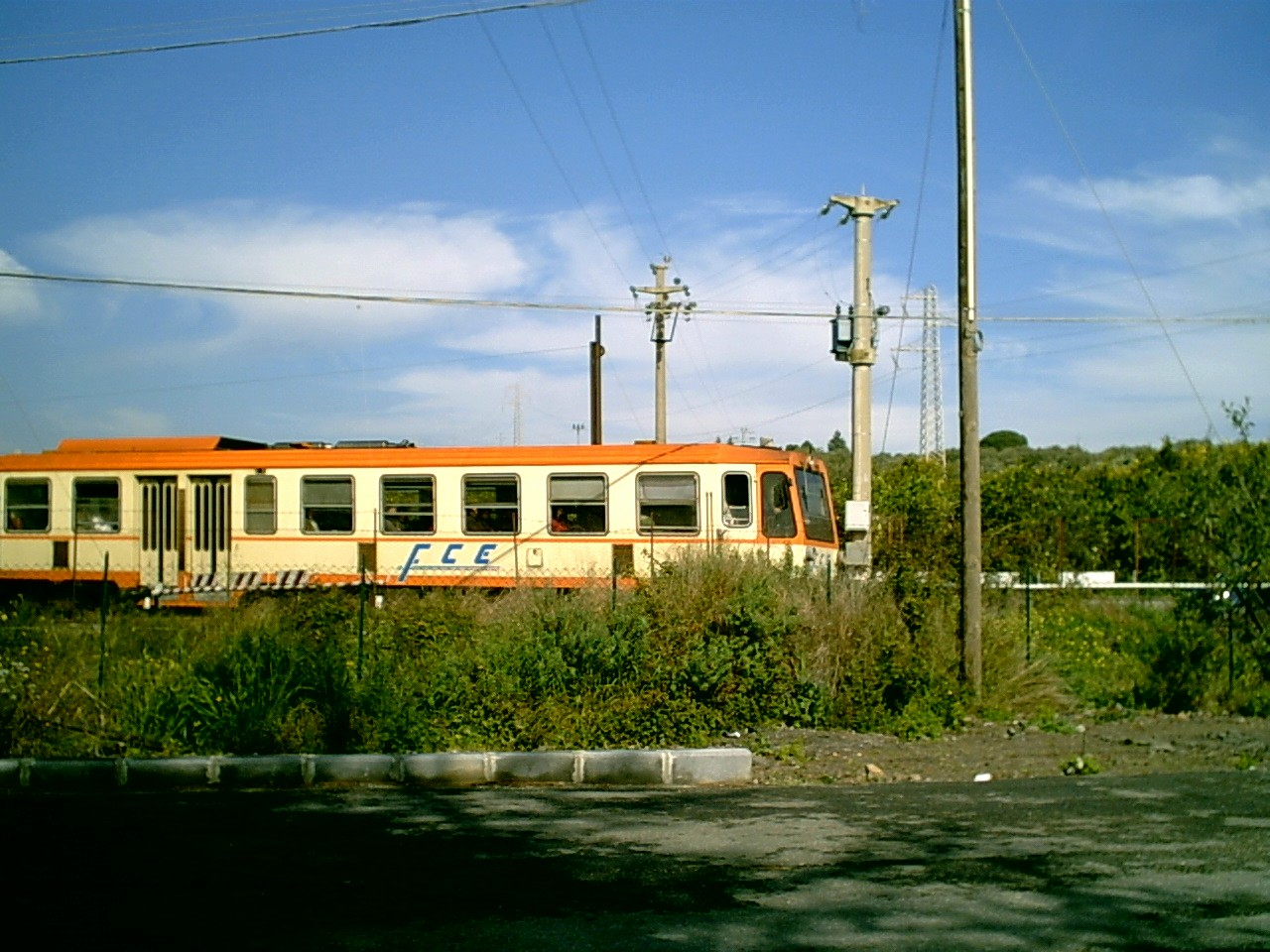
Un'automotrice della serie ADe 21-25 in transito dal passaggio al livello della stazione di Valcorrente.

L'offerta d'orario in vigore dal 1º febbraio 1899 prevedeva la fermata di tutti i treni in circolazione sulla linea: si trattava di tre coppie di treni misti di 1ª, 2ª, 3ª classe e di una coppia di misti, limitata a Paternò, di sola 3ª classe.
La stazione, con l'orario invernale del 2017, era servita da un totale di 41 corse giornaliere di cui 21 in direzione Randazzo e 20 in direzione Catania. 
Nonostante la vicinanza con la superstrada Catania - Paternò e in passato, a pochi chilometri, alle stazioni di Ritornella e Agnelleria della Ferrovia Motta Sant'Anastasia-Regalbuto, non vi sono mai stati interscambi per i viaggiatori delle due linee o collegamenti di alcun tipo a fermate di autobus extraurbani.
Durante i primi anni di apertura del centro commerciale Etnapolis, la Ferrovia Circumentnea metteva a disposizione un bus navetta gratuito per i viaggiatori che avevano raggiunto la stazione in treno, e che erano diretti al suddetto centro commerciale, e sempre gratuitamente li riportava alla stazione. Questo servizio è stato soppresso da molti anni, e gli utenti diretti o di ritorno dal centro commerciale, devono percorrere la strada a piedi.

## Servizi
La stazione era dotata di:
- Annuncio sonoro annunciante l'arrivo dei treni.

In passato era dotata di;
- Sala d'attesa (chiusa al pubblico dall'estate del 2019);
- Servizi igienici.